# Cardotiella appendiculata
Cardotiella appendiculata är en bladmossart som beskrevs av Dale Hadley Vitt 1981. Cardotiella appendiculata ingår i släktet Cardotiella och familjen Orthotrichaceae. Inga underarter finns listade i Catalogue of Life.